# Polapski jezik
Polapski jezik (ISO 639-3: pox), izumrli zapadnoslavenski jezik koji se do sredine 18. stoljeća govorio na sjeveroistoku današnje Njemačke oko rijeke Labe.
Pripadao je lehitskoj skupini kojoj pripadaju i poljski i kašupski.

## Vanjske poveznice
- Ethnologue (14th)
- Ethnologue (15th)
- The Polabian Language   Arhivirana inačica izvorne stranice od 25. prosinca 2009. (Wayback Machine)